# National Express East Coast
National Express East Coast – brytyjski przewoźnik kolejowy istniejący  w latach 2007-2009 i posiadający koncesję na obsługę grupy dalekobieżnych tras pasażerskich klasy InterCity, biegnących wzdłuż wschodniego wybrzeża Wielkiej Brytanii (m.in. East Coast Main Line), obsługiwanych wcześniej przez Great North Eastern Railway. Okres koncesyjny rozpoczął się 9 grudnia 2007 i pierwotnie miał trwać do 31 marca 2015, jednak został przedterminowo zakończony 13 listopada 2009 roku. Firma należała do koncernu National Express Group.
W 2009 roku grupa National Express zażądała od rządu Wielkiej Brytanii renegocjacji koncesji, na podstawie której działała jej spółka National Express East Cost. Firma oczekiwała pomocy finansowej, najchętniej w postaci obniżenia opłaty koncesyjnej. Minister transportu lord Adonis stanowczo odmówił, stwierdzając w Izbie Lordów, iż koncesje kolejowe nie podlegają renegocjacji. W odpowiedzi National Express ogłosiła, iż od 1 lipca 2009 przestanie dopłacać do przynoszącej straty spółki, co spowoduje jej szybki upadek. 14 listopada cały tabor, pracownicy oraz połączenia obsługiwane przez firmę zostały przejęte przez państwowego operatora East Coast. Ponowna prywatyzacja tej części brytyjskiej sieci kolejowej planowana jest nie wcześniej niż w roku 2011.    

## Tabor
Firma dysponowała następującymi jednostkami:
- British Rail Class 43 (18 sztuk, w tym 14 w eksploatacji)
- British Rail Class 91 (31 sztuk)
- wagony British Rail Mark 3 (56 sztuk)
- wagony British Rail Mark 4 (333 sztuki, w tym 31 typu Driving Van Trailer)